# Fly Me Away
"Fly Me Away" är en låt av den engelska elektroniska duon Goldfrapp. Låten skrevs och producerades av Alison Goldfrapp och Will Gregory för duons tredje album, Supernature (2005). Låten kretsar kring ett synthesizer- och orkesterarrangemang och handlar om att undfly sina vardagsbekymmer.
Låten släpptes som albumets fjärde och sista singel i maj 2006 och möttes av positiva recensioner från musikkritiker. Det uppnådde blygsamma listframgångar; topp 40 i Irland och Storbritannien. Låten har blivit remixad flera gånger och användes i en reklamkampanj för den amerikanska butikskedjan Target.

## Musikvideo
Den Chris Hopewell-regisserade musikvideon till "Fly Me Away" släpptes aldrig. Klipp från videon har emellertid läckt ut på Internet, bland annat på videodelningssajten Youtube. Goldfrapp släppte istället en livevideo på sin Myspace-sida samt en animerad kortfilmversion, "Jakko & the Poet", i regi av Andreas Nilsson på DVD-utgåvan av Supernature.

## Låtlistor och format
| CD-singel #1 (CDMUTE361, Släppt 1 maj 2006) 1. "Fly Me Away" (singelversion) - 3:37 2. "Satin Chic" (Bombay mix by The Shortwave Set) - 4:41 CD-singel #2 (LCDMUTE361, Släppt 1 maj 2006) 1. "Fly Me Away" (C2 rmx 4) - 7:03 2. "Fly Me Away" (Ladytron remix) - 5:26 3. "You Never Know" (Múm remix) - 3:00 DVD-singel (DVDMUTE361, Släppt 1 maj 2006) 1. Visuals: Fly Me Away: Inflight Movies (Paris – New York – London) - 3:11 2. "Ride a White Horse", musikvideon - 3:21 3. "Time Out From the World" (Fields remix - audio) - 6:01 12"-vinylsingel (12MUTE361, Släppt 22 maj 2006) 1. "Fly Me Away" (C2 rmx 1) - 7:25 2. "Fly Me Away" (C2 rmx 2) - 7:14 3. "Slide In" (DFA remix) - 12:59 | Europeisk maxisingel (Släppt 25 september 2006) 1. "Fly Me Away" (singelversion) - 3:37 2. "Fly Me Away" (C2 rmx 1) - 7:25 3. "Fly Me Away" (C2 rmx 4) - 6:59 4. "Fly Me Away" (Ladytron remix) - 5:26 5. "Satin Chic" (Bombay mix by The Shortwave Set) - 4:41 6. "You Never Know" (Múm remix) - 3:00 7. Visuals: Fly Me Away: Inflight Movies (Paris – New York – London) - 3:11 8. "Ride a White Horse", musikvideon - 3:21 Nordamerikansk iTunes-EP (Släppt 25 september 2006) 1. "Fly Me Away" (singelversion) - 3:37 2. "Boys Will Be Boys" (The Ordinary Boys-cover) - 2:52 3. "Fly Me Away" (C2 rmx 1) - 7:25 4. "Fly Me Away" (C2 rmx 2) - 7:14 5. "Fly Me Away" (The Naughty rmx) - 6:28 |

## Listplaceringar
| Lista (2006)            | Högsta position |
| ----------------------- | --------------- |
| Irland                  | 40              |
| Storbritannien          | 26              |
| USA Hot Dance Club Play | 6               |